# Acanthocereus
Acanthocereus (A.Berger) Britton & Rose è un genere di piante della famiglia delle Cactacee.

## Descrizione
Sono cactus colonnari con fusti di colore verde brillante, solitamente molto lunghi e ramificati, che tendono a lignificare con gli anni. Le piante crescono dapprima erette, con gli anni si allungano notevolmente piegandosi. Talvolta tendono a crescere lungo supporti, come tronchi d’albero, oppure ricadono a terra.

## Distribuzione e habitat
L'areale del genere si estende dal sud degli Stati Uniti (Florida e Texas) e dal Messico, attraverso l'America centrale e i Caraibi, sino alla Colombia e al Venezuela.

## Tassonomia
Il genere comprende le seguenti specie:
- Acanthocereus canoensis (P.R.House, Gómez-Hin. & H.M.Hern.) S.Arias & N.Korotkova
- Acanthocereus castellae (Sánchez-Mej.) Lodé
- Acanthocereus chiapensis Bravo
- Acanthocereus cuixmalensis (Sánchez-Mej.) Lodé
- Acanthocereus fosterianus (Cutak) Lodé
- Acanthocereus haackeanus Backeb. ex Lodé
- Acanthocereus hesperius D.R.Hunt
- Acanthocereus hirschtianus (K.Schum.) Lodé
- Acanthocereus macdougallii (Cutak) Lodé
- Acanthocereus maculatus (Weing.) F.M.Knuth
- Acanthocereus oaxacensis (Britton & Rose) Lodé
- Acanthocereus paradoxus Gonz.-Zam. & Dan.Sánchez
- Acanthocereus rosei (J.G.Ortega) Lodé
- Acanthocereus tepalcatepecanus (Sánchez-Mej.) Lodé
- Acanthocereus tetragonus (L.) Hummelinck